# Николай (Заркевич)
Епи́скоп Никола́й (в миру Ива́н Григо́рьевич Зарке́вич; 1827—1885) — епископ Русской православной церкви, епископ Новомиргородский, викарий Херсонской епархии. публицист.

## Биография
Родился в семье священника Могилёвской губернии. Первоначально учился в Могилёвской, затем в Санкт-Петербургской семинарии, по окончании которой в 1847 году поступил в Санкт-Петербургскую духовную академию. Окончил курс академии со степенью кандидата богословия 23 июня 1851 года и 16 сентября был рукоположён во священника к Спасо-Бочаринской церкви (Тихвинская улица).
В 1856 году получил степень магистра и стал преподавать Закон Божий в школе кантонистов.
В 1867 году был возведён в сан протоиерея и с 1868 года занял должность законоучителя в пиротехническом артиллерийском училище. В 1869 году определён законоучителем и священником Павловского военного училища.
С 1872 года он назначен директором Санкт-Петербургского тюремного комитета; был членом особого попечительства о тюрьмах. С 1881 года вёл публичные чтения богословского содержания.

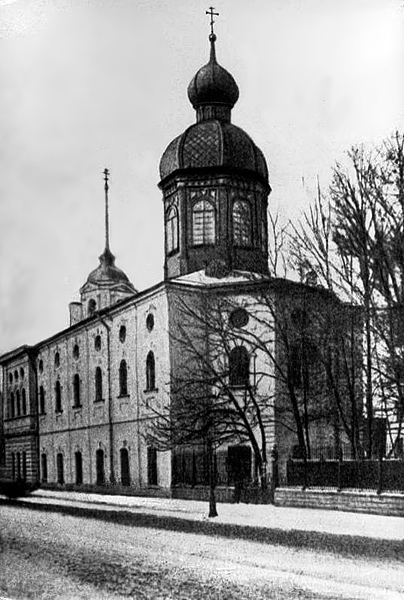
Спасо-Бочаринская церковь

После смерти жены, в 1884 году он принял монашество, был возведён в сан архимандрита. 10 июня 1884 года хиротонисан во епископа Новомиргородского, викария Херсонской епархии.
Скоропостижно скончался 7 (19) июня 1885 года на пароходе во время поездки в Симферополь.

## Сочинения и публицистика
В 1861—1866 годах он сотрудничал в журнале «Дух христианина», где в 1866 году было напечатано его исследование «Современный материализм перед судом разума».
В опровержение материалистических учений он издавал с 1867 по 1883 годы сборник «Материализм, наука и христианство», где помещались исключительно переводы (сочинения Фабри, Навиля, Жане, Прессансе, Ульрици, Люка, Бенера, Меньяна, Каро, Коши и других).
Также он участвовал в издании А. Л. Савицкого «Опыт естественного богословия» (1879—1884).